# Rosa Sandrini
Rosa Sandrini (Antonina, 08 de fevereiro de 1893 - Rio de Janeiro, abril de 1980) foi uma atriz brasileira.

## Carreira
Iniciou sua carreira artística em teatro, na década de 1920. Ao longo de sua vasta carreira integrou as companhias teatrais de Alda Garrido, Nicette Bruno, Margarida Max, Dercy Gonçalves e outras, tendo participado de operetas, teatros de revistas, comédias e dramas.
Em 1925 estreou em cinema, no filme Gigi, de José Medina. Retornaria ao cinema apenas em 1944, numa participação em Romance Proibido de Adhemar Gonzaga. Na década de 1950 destacou-se por suas atuações frequentes em chanchadas, destacando-se em produções como A Baronesa Transviada (1957), Treze Cadeiras (1957) e o O Camelô da Rua Larga (1958). Já no período do cinema novo sua principal atuação seria uma breve participação em O Padre e a Moça (1965), de Joaquim Pedro de Andrade. Na década de 1970 destacou-se em Vida e Glória de um Canalha, de Alberto Salvá.
Com uma carreira em cinema de cinquenta anos, participou ativamente das várias fases evolutivas do cinema brasileiro, ou seja, o cinema mudo, as chanchadas, o cinema novo e a pornochanchada.
Faleceu na cidade do Rio de Janeiro, abril de 1980, aos 87 anos de idade.

## Filmografia
| Ano  | Título                      | Personagem              | Notas                       |
| ---- | --------------------------- | ----------------------- | --------------------------- |
| 1925 | Gigi                        | Madame Dadá             |                             |
| 1944 | Romance Proibido            | —                       |                             |
| 1950 | Écharpe de Seda             | —                       |                             |
| 1952 | Carnaval Atlântida          | —                       |                             |
| 1952 | Três Vagabundos             | —                       |                             |
| 1955 | Guerra ao Samba             | —                       |                             |
| 1956 | Com Água na Boca            | —                       |                             |
| 1957 | Rio Fantasia                | —                       |                             |
| 1957 | Treze Cadeiras              | Ananásia                |                             |
| 1957 | A Baronesa Transviada       | Celina                  |                             |
| 1958 | O Camelô da Rua Larga       | Geraldina               |                             |
| 1959 | Minervina Vem Aí            | Francisca               |                             |
| 1959 | Massagista de Madame        | —                       |                             |
| 1960 | O Cupim                     | —                       |                             |
| 1960 | Virou Bagunça               | Freguesa do restaurante |                             |
| 1960 | O Palhaço O Que É?          | —                       |                             |
| 1961 | Esse Rio Que Eu Amo         | —                       |                             |
| 1962 | Três Colegas de Batina      | Francisca               |                             |
| 1964 | Viagem aos Seios de Duília  | —                       |                             |
| 1965 | O Padre e a Moça            | Beata                   |                             |
| 1967 | Mineirinho, Vivo ou Morto   | —                       |                             |
| 1967 | Jerry, A Grande Parada      | —                       |                             |
| 1970 | Anjos e Demônios            | —                       |                             |
| 1970 | Vida e Glória de um Canalha | Dona Matilde            |                             |
| 1971 | Uma Pantera em Minha Cama   | Mulher de Napoleão      |                             |
| 1971 | Os Amores de Um Cafona      | Dona da pensão          |                             |
| 1975 | O Roubo das Calcinhas       | Velha                   | Segmento: "I Love Bacalhau" |

## Teatro
| Ano       | Título                     |
| --------- | -------------------------- |
| 1923      | O Luar de Paquetá          |
| 1923      | Quem Paga é o Coronel!     |
| 1923      | O Mártir do Calvário       |
| 1923      | O Embaixador               |
| 1923      | Zazá                       |
| 1923      | A Filha Quis Voar          |
| 1925      | Gigolette                  |
| 1925      | Comidas, meu Santo         |
| 1925      | A Mulata                   |
| 1925      | Cruzeiro do Sul            |
| 1926      | Onde Canta o Sabiá         |
| 1938      | Cabeça de Porco            |
| 1938      | Sempre Sorrindo            |
| 1939      | O Simpático Jeremias       |
| 1939      | Gandaia                    |
| 1940      | A Volta dos Caboclos       |
| 1940      | Maria Fumaça               |
| 1940      | Três Caipiras do Barulho   |
| 1940      | O Leão do Toróró           |
| 1940      | Sinhá Flor                 |
| 1940      | Família em Sinuca          |
| 1940      | Barangandã da Felicidade   |
| 1940      | Tutuca é do Amor           |
| 1940      | A Moda na Roça             |
| 1940      | Violeiro da Saudade        |
| 1941-1942 | Você já foi a Bahia?       |
| 1942      | Fora do Eixo               |
| 1944      | Um beijo na Face           |
| 1945      | Sua Excelência             |
| 1945      | Rosa das Sete Saias        |
| 1945      | O Felisberto do Café       |
| 1946      | Fogo no Bandeiro           |
| 1946      | Eu Quero É Confusão        |
| 1947      | Eu Quero É Confusão        |
| 1948      | Os Homens                  |
| 1951      | O Despertar da Montanha    |
| 1951      | Boa ...até a última gota   |
| 1952      | Buraco                     |
| 1952      | Barca da Folia             |
| 1952      | Fogo na Roupa              |
| 1952      | Madame Sans Gene           |
| 1955      | O Ébrio                    |
| 1956      | Cupido nas Furnas          |
| 1958      | Uma Aventura de Robin Hood |
| 1962      | O Pagador de Promessas     |
| 1963      | Círculo de Giz             |
| 1965-1966 | Música Divina Música       |